# セルジュ・ベッツェン
セルジュ・ベッツェン＝チュア（Serge Betsen-Tchoua、1974年3月25日 - ）はカメルーン、クンバ出身のラグビー選手。フランカーとして、ロンドン・ワスプスでプレーしている。

## プロフィール
ベッツェンはビアリッツ・オランピックとフランス代表でフランカーとしてプレーしている。1997年3月22日のイタリア戦で代表にデビューしたが、その後、2000年のシックス・ネイションズまで招集されなかった。
フランスで「ラ・フォッシューズ（La Faucheuse, 鎌で刈り取る人、転じて死神）」と呼ばれるベッツェンは、多くのラグビーファンから世界で最高のタックルをする選手とみなされ、試合をする相手からは恐れられている（イギリスでは「ビアリッツの解体業者」と呼ばれている）。前代表監督ベルナール・ラポルトはベッツェンを「闘争心がある選手」と評した。
2002年の世界最優秀選手に選ばれ、同年、フランスのラグビー専門紙『ミディ・オランピック』により、フランス選手権最優秀選手に選ばれた。
2003年に自伝“Faire le soleil”を出版し、2005年にはジャック・コルティが女子ラグビーについて書いた“Des filles en Ovalie”に序文を寄せている。
2005年の終わりに、左顎顔面に重傷を負った。

## キャリア

### クラブ
- 育成クラブ：CSクリシー（パリ南西郊外のクリシー・ラ・ガレンヌ）
- 1992-2008 ビアリッツ・オランピック
- 2008-     ロンドン・ワスプス

### フランス代表
1997年3月22日のイタリア戦で初セレクション。

## タイトル

### クラブ
- フランス選手権（現Top14）優勝：2002、2005、2006。
- 2000年、フランスカップ優勝。

### フランス代表
- 1997年より63セレクション。
- 9トライ、45得点。
- 年ごとのセレクション ：　1(1997)、5(2000)、7(2001)、11(2002)、12(2003)、8(2004)、4(2005)、3(2006)、12(2007)。
- シックス・ネイションズ
  - グランドスラム（全勝優勝）： 2002、2004。
  - 優勝：2007。

### ワールドカップ
- 2003年：5セレクション（フィジー、日本、スコットランド、アイルランド、イングランド）。
- 2007年：5セレクション（アルゼンチン、アイルランド、グルジア、ニュージーランド、イングランド）。

### 個人受賞歴
- 2002年、ミディ・オランピック・オスカーの金賞。

## 関連作品
- Betsen, Serge; Hopquin, Benoît (2003) (フランス語). Faire le soleil : une vie de rugby. Paris: Stock. ISBN 2234056233
- Cortie, Jacques; Pinilla B, Yaneth (2005) (フランス語). Des filles en ovalie : 40 ans d'histoire. Serge Betsen. Anglet: Atlantica. ISBN 2843949041